# Olivia Munn
Lisa Olivia Munn (Oklahoma City, 3 luglio 1980) è un'attrice, modella e personaggio televisivo statunitense.

## Biografia
Il padre, Winston Barrett Munn, è di origini inglesi, tedesche ed irlandesi cresciuto nel Sud America, mentre la madre, Kimberly Nguyen, ha origini cinesi anche se nata e cresciuta in Vietnam. Ha una sorella. Quando aveva due anni, i suoi genitori decisero di divorziare. In seguito alla separazione dei suoi, Olivia crebbe con sua madre e il suo nuovo patrigno, un pilota dell'aviazione militare americana Air Force. Hanno vissuto in diverse città, tra cui Oklahoma e Tokyo. Ha studiato recitazione e il giapponese, che parla fluentemente. Ha frequentato la University of Oklahoma, laureandosi in Giornalismo, con indirizzi Giapponese e Arti drammatiche. Ha svolto il praticantato a Tulsa nella redazione della KJRH-TV, ma volendo perseguire la carriera di attrice decise di stabilirsi a Los Angeles. Ha iniziato la propria carriera come modella e testimonial di diverse marche come Nike, Pepsi, Neutrogena e Hewlett-Packard. Nel 2004 venne assunta da Fox Sports Network come inviata a bordo campo per le partite di football universitario e basket femminile. È anche stata un'appassionata cosplayer.
All'inizio della carriera era accreditata come Lisa Munn, decidendo successivamente di utilizzare il suo secondo nome, Olivia. Dopo piccole comparse e piccoli ruoli in alcuni film, nel 2006 ha interpretato il suo primo importante personaggio, Mily Acuna, in Vita Sull'Onda. Nel film di Rob Schneider, Big Stan (2007), interpreta il ruolo della receptionist Maria.
Nel 2010 (e di nuovo nel 2012) ha preso parte alla campagna pubblicitaria della Peta I'd Rather Go Naked Than Wear Fur. Sempre nel 2010, ha pubblicato il suo primo libro intitolato Suck it, Wonder Woman: The Misadventures of a Hollywood Geek. Nel 2012 è scelta da Steven Soderbergh per il film Magic Mike. Nello stesso anno (come in quello precedente) Maxim le assegna la medaglia d'argento nella classifica "Maxim hot 100 women list", seconda soltanto alla modella Rosie Huntington-Whiteley. Dal 2012 al 2014 è stata una delle interpreti della serie TV The Newsroom.

## Vita privata
Ha una relazione con il comico John Mulaney dal 2021, con cui ha avuto un figlio, Malcolm.

## Filmografia

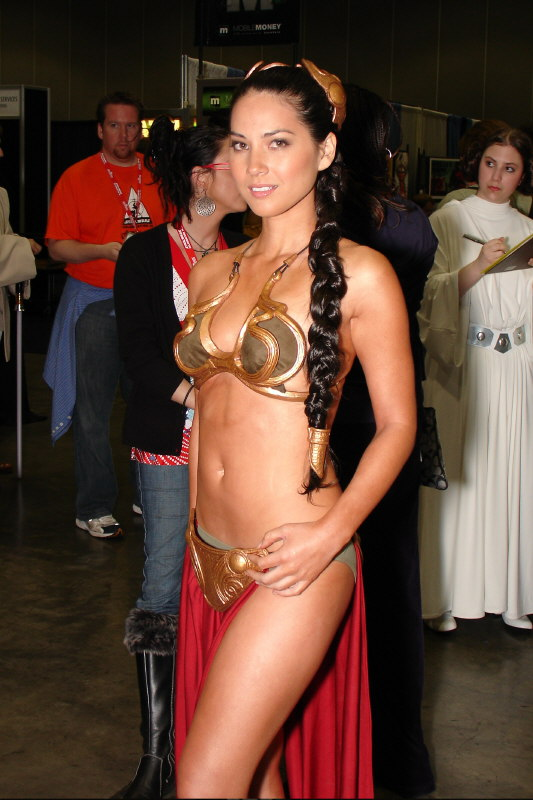
Olivia Munn in un cosplay di Leila Organa al San Diego Comic-Con International del 2007

### Attrice

#### Cinema
- Il ritorno di Scarecrow (Scarecrow Gone Wild), regia di Brian Katkin (2004)
- The Road to Canyon Lake, regia di Brandon Kleyla (2005)
- Big Stan, regia di Rob Schneider (2007)
- Insanitarium, regia di Jeff Buhler (2008)
- Fraternity School Shopping, regia sconosciuta – cortometraggio (2008)
- The Slammin' Salmon, regia di Kevin Heffernan (2009)
- Three Matthew McConaugheys and a Baby, regia di Jake Szymanski – cortometraggio (2009)
- Notte folle a Manhattan (Date Night), regia di Shawn Levy (2010)
- Iron Man 2, regia di Jon Favreau (2010)
- Ma come fa a far tutto? (I Don't Know How She Does It), regia di Douglas McGrath (2011)
- Magic Mike, regia di Steven Soderbergh (2012)
- Provetta d'amore (The Babymakers), regia di Jay Chandrasekhar (2012)
- Liberaci dal male (Deliver Us from Evil), regia di Scott Derrickson (2014)
- Mortdecai, regia di David Koepp (2015)
- Lifeline, regia di Armando Bo – cortometraggio (2016)
- X-Men - Apocalisse (X-Men: Apocalypse), regia di Bryan Singer (2016)
- H.R. Holiday Rules, regia di Marcus Perry – cortometraggio (2016)
- Zoolander 2, regia di Ben Stiller (2016)
- Un poliziotto ancora in prova (Ride Along 2), regia di Tim Story (2016)
- La festa prima delle feste (Office Christmas Party), regia di Will Speck e Josh Gordon (2016)
- Ocean's 8, regia di Gary Ross (2018)
- The Predator, regia di Shane Black (2018)
- Buddy Games, regia di Josh Duhamel (2019)
- Un amore e mille matrimoni (Love Wedding Repeat), regia di Dean Craig (2020)
- Violet, regia di Justine Bateman (2021)
- The Gateway, regia di Michele Civetta (2021)

#### Televisione
- Beyond the Break - Vite sull'onda (Beyond the Break) – serie TV, 9 episodi (2006-2007)
- Greek - La confraternita (Greek) – serie TV, 4 episodi (2009)
- Dave Knoll Finds His Soul, regia di Milo Ventimiglia – cortometraggio TV (2009)
- Incinta per caso (Accidentally on Purpose) – serie TV, episodio 1x16 (2010)
- Chuck – serie TV, episodio 4x01 (2010)
- Perfect Couples – serie TV, 14 episodi (2010-2011)
- New Girl – serie TV, episodi 2x10-2x11-2x12 (2012-2013)
- The Newsroom – serie TV, 25 episodi (2012-2013)
- Six – serie TV, 10 episodi (2018)
- The Rook – serie TV, 8 episodi (2019)
- RuPaul's Drag Race – reality show, puntata 12x03 (2020)
- Tales of the Walking Dead – serie TV, episodio 1x01 (2022)
- Your Friends & Neighbors - serie TV (2025)

### Doppiatrice
- Slasher School – serie animata, episodi sconosciuti (2009)
- Robot Chicken – serie animata, episodio 5x04 (2011)
- Miles dal futuro (Miles from Tomorrowland) – serie animata, 55 episodi (2015-2018)
- LEGO Ninjago - Il film (The LEGO Ninjago the Movie), regia di Charlie Bean (2017)
- Save Ralph, regia di Spencer Susser – cortometraggio (2021)
- America: il film (America: The Motion Picture), regia di Matt Thompson (2021)
- Hit-Monkey – serie animata, 9 episodi (2021)

## Doppiatrici italiane
Nelle versioni in italiano delle opere in cui ha recitato, Olivia Munn è stata doppiata da:
- Domitilla D'Amico in Magic Mike, The Newsroom, Liberaci dal male, Un poliziotto ancora in prova, La festa prima delle feste
- Federica De Bortoli in Greek - La confraternita, X-Men - Apocalisse, The Predator, Un amore e mille matrimoni
- Stella Musy in Ma come fa a far tutto?, Tales of the Walking Dead
- Jolanda Granato in Your Friends & Neighbors
- Alessandra Korompay in Provetta d'amore
- Chiara Gioncardi in New Girl

Da doppiatrice è sostituita da:
- Laura Lenghi in Miles dal futuro